# Martin Rapp
Martin Rapp, född  1967, svensk radioprogramledare.
Martin Rapp har arbetat på Skärgårdsradion, Megapol, Mix Megapol Vinyl 107 m.fl. Fram till den sista juli 2018 sände Rapp eftermiddagar på Lugna favoriter. När MTG radio valde att lägga ner denna kanal på FM bandet började Martin Rapp sända eftermiddagar på Star FM. Sedan den första oktober 2020 har Rickard Olsson tagit över eftermiddagarna på Star FM och därmed fick Martin sluta. Sedan 1 januari 2022 sänder Rapp eftermiddagar (12:00-18:00) på Lugna Favoriter